# Галс
Галс:
1. Движение судна относительно ветра. Различают левый (ветер дует в левый борт; англ. portside) и правый (ветер дует в правый борт; англ. starboard) галсы. При расхождении парусных судов в ситуации пересечения курсов во избежание столкновения судно, идущее левым галсом, обязано уступить судну, идущему правым галсом.
2. Отрезок пути, который проходит парусное судно от одного поворота до другого при лавировке[1].                                                                                                                            Можно сказать, что Галс- это положение яхты относительно ветра, где угол между направлением ветра и курсом яхты больше нуля[2].

Если корабль идёт под парусами и ветер дует ему в правый борт, то говорят, что корабль идёт правым галсом. Идти одним галсом или лежать на одном галсе — так говорят, когда несколько судов идут все или правым или левым галсом. Идти контр-галсами — говорится о судах, идущих навстречу друг другу разными галсами. Лечь на другой галс — значит повернуть судно так, чтобы ветер дувший, например, в правый борт, после поворота дул в левый. Сделать галс — пройти какое-нибудь расстояние одним галсом, то есть не поворачивая на другой галс.
3. Веревка, удерживающая на должном месте нижний наветренный угол паруса